# Kosanica
Kosanica este un sat din comuna Pljevlja, Muntenegru. Conform datelor de la recensământul din 2003, localitatea are 192 de locuitori (la recensământul din 1991 erau 253 de locuitori).

## Demografie
În satul Kosanica locuiesc 151 de persoane adulte, iar vârsta medie a populației este de 40,8 de ani (38,2 la bărbați și 43,2 la femei). În localitate sunt 57 de gospodării, iar numărul mediu de membri în gospodărie este de 3,37.
Această localitate este populată majoritar de sârbi (conform recensământului din 2003).
|  |

| Demografie | Demografie | Demografie |
| An         | Locuitori  | Locuitori  |
| ---------- | ---------- | ---------- |
|            |            |            |
|            |            |            |
|            |            |            |
|            |            |            |
| 1948       | 497        |            |
| 1953       | 542        |            |
| 1961       | 602        |            |
| 1971       | 556        |            |
| 1981       | 379        |            |
| 1991       | 253        | 253        |
| 2003       | 192        | 192        |

| \| Componența etnică conform recensământului din 2003[2] \| Componența etnică conform recensământului din 2003[2] \| Componența etnică conform recensământului din 2003[2] \| Componența etnică conform recensământului din 2003[2] \| Componența etnică conform recensământului din 2003[2] \| \| ----------------------------------------------------- \| ----------------------------------------------------- \| ----------------------------------------------------- \| ----------------------------------------------------- \| ----------------------------------------------------- \| \| \| \| \| \| \| \| Sârbi \| Sârbi \| \| 142 \| 73,95% \| \| Muntenegreni \| Muntenegreni \| \| 32 \| 16,66% \| \| Musulmani \| Musulmani \| \| 9 \| 4,68% \| \| necunoscută \| necunoscută \| \| 9 \| 4,68% \| |              |  |     |        |
| Componența etnică conform recensământului din 2003 |              |  |     |        |
| |              |  |     |        |
| Sârbi | Sârbi        |  | 142 | 73,95% |
| Muntenegreni | Muntenegreni |  | 32  | 16,66% |
| Musulmani | Musulmani    |  | 9   | 4,68%  |
| necunoscută | necunoscută  |  | 9   | 4,68%  |